# Вступ Болгарії до Європейського Союзу
Вступ Болгарії до Європейського Союзу (болг. Присъединяването на България към Европейския съюз) — процес, який дозволив Болгарії приєднатися до Європейського Союзу 1 січня 2007 року. Ця дата була узгоджена в Салоніках у 2003 році та підтверджена в Брюсселі 18 червня 2004 року. Болгарія та Румунія підписали договір про приєднання 25 квітня 2005 року в Ноймюнстерському абатстві в Люксембурзі. Таким чином, Європейський Союз був розширений до 27 держав.
З приєднанням Болгарії кирилиця стала третім офіційним алфавітом Європейського Союзу поряд з грецьким і латинським алфавітами.

## Історія

### Початкова ситуація
Болгарія та Європейський Союз встановили дипломатичні відносини ще в 1988 році. У травні 1990 року було підписано угоду про торгівлю та співпрацю.
У 1991 році набула чинності нова Конституція Болгарії, яка остаточно покінчила з Народною Республікою Болгарія.
8 травня 1993 року країна підписує Європейську угоду, яка набула чинності 1 лютого 1995 року. Таким чином, ця угода становила правову основу відносин між Болгарією та ЄС. Ця угода мала на меті створити політичну основу для діалогу між цими двома сторонами. Вона також мала на меті сприяти розширенню економічних відносин між сторонами, а також забезпечити основу для технічної та фінансової допомоги Співтовариства . Створено Раду асоціації для вивчення загального стану відносин і оцінки прогресу, досягнутого Болгарією. Підкомітети розглядають технічні питання .

### Заявка
14 грудня 1995 року Жан Виденов звернувся з заявкою Болгарії на членство в Європейському Союзі Хав'єру Солані, тодішньому міністру закордонних справ Іспанії та діючому голові Ради Європейського Союзу.
Я маю честь від імені Уряду Республіки Болгарія подати заявку Болгарії на членство в Європейському Союзі відповідно до статті O Договору про Європейський Союз.— Жан Виденов, Офіційна заявка Болгарії на членство в Європейському Союзі

### До переговорів
У 1995 році Комісія опублікувала Білу книгу про внутрішній ринок, в якій перерахувала законодавство, яке країни-кандидати повинні були б транспонувати, щоб привести себе у відповідність з acquis. У відповідь на цю Білу книгу болгарський уряд ухвалив у травні 1996 року "стратегія реалізації рекомендацій Білої книги". У прийнятому документі подано огляд болгарського законодавства у світлі acquis.
29 січня 1997 року, під час візиту до Європейського парламенту президент Петар Стоянов підтвердив «рішучість «болгарський» йти шляхом інтеграції до Європейського Союзу та реалізації спільних європейських цінностей».
21 травня 1997 року прем’єр-міністр Іван Костов у своїй інавгураційній промові підтвердив, що «Європейський вибір Болгарії — це консенсус, який виник під час повільної та важкої еволюції болгарського суспільства протягом останніх семи років».

### Переговори

#### Попередні переговори

##### 1998 рік: Партнерство при вступі та перший звіт Комісії
Партнерство приєднання з Угорщиною було прийнято в березні 1998 року. Переглянута версія Партнерства з приєднання визначає пріоритети, які Болгарія повинна повністю дотримуватися між 2003 і 2004 роками. Фінансову структуру Партнерства приєднання складають програма PHARE, програма SAPARD та програма ISPA. Програма PHARE надала 1,54 мільярда євро з 1992 по 2003 рік і додатково 140 мільйонів євро з 2004 по 2006 рік . Річна фінансова допомога програми САПАРД склала 57,6 млн євро, а програми ISPA від 93 до 127 млн євро.
17 грудня 1998 року, Комісія опублікувала свій перший підсумковий звіт про хід попередніх переговорів. Комітет, зокрема, підкреслює слабку сумісність між існуючим законодавством та стандартами Співтовариства щодо соціальної системи. Комісія також підкреслює важливу проблему бідности. У сільському господарстві було відзначено певний прогрес у порівнянні з висновком Комісії, опублікованим у 1997 році, зокрема щодо лібералізації сільськогосподарської продукції. Доповідь також закликала до прискорення процесу приватизації промисловості, спрямованої на створення конкурентного промислового ринку. Комісія зазначає, що у сфері непрямого оподаткування Болгарії доведеться докласти зусиль для дотримання acquis щодо ПДВ та акцизу.
З точки зору енергетики, у доповіді підкреслюється необхідність дотримання Болгарією певних міжнародних ядерних режимів та адаптації законодавства до Договору про Євратом і, зокрема, щодо ядерної безпеки (що передбачає, зокрема, закриття таких електростанцій, як АЕС Козлодуй).

##### Останній звіт попередніх переговорів (жовтень 1999 р.)
13 жовтня 1999 року, Комісія опублікувала свій другий підсумковий звіт про хід попередніх переговорів.
Що стосується енергетики, у доповіді відзначається значний прогрес, хоча щодо ядерної енергетики Болгарія не дотримується пріоритетів партнерства при вступі (зокрема, щодо створення плану та графіка закриття блоків 1-4 Козлодуйського електростанції).
Що стосується транспорту, у доповіді рекомендовано докласти значних зусиль для імплементації положень Співтовариства, зокрема щодо безпеки на морі. Що стосується ЄВС, Болгарія заявила про свій намір прийняти та дотримуватися відповідного acquis. Однак у звіті не було досягнуто прогресу. Так само відбулася затримка з приватизацією компаній. Що стосується питань навколишнього середовища, у доповіді відзначаються додаткові зусилля щодо охорони природи, якості води та промислового забруднення. У сфері досліджень у доповіді відзначається участь Болгарії у п’ятій рамковій програмі.
У сільському господарстві у звіті відзначаються труднощі з впровадженням (зокрема, що стосується тваринництва та ринку землі) через брак фінансових ресурсів. Що стосується рибальства, у доповіді зазначається, що Болгарія підписала більшість угод і конвенцій ООН, що стосуються цієї сфери.
Крім того, значний прогрес відмічено у захисті прав споживачів завдяки прийняттю закону з цього приводу. Болгарія також приєдналася до системи RAPEX.

#### Офіційні переговори
Почалися офіційні переговори 15 лютого 2000 року, після перших двох доповідей.

##### Прогрес, зазначений у звіті за 2000 рік
Перший остаточний звіт після початку офіційних переговорів і третій остаточний звіт загалом були опубліковані 8 листопада 2000 року.
У цій доповіді Комісія відзначила значний прогрес у сфері ядерної енергетики, зокрема шляхом ухвалення меморандуму про взаєморозуміння між Комісією та урядом Болгарії, який встановив реалістичний графік дострокового закриття енергоблоків 1-4 Козлодуйського. Що стосується CAP, у доповіді представлено значний прогрес, досягнутий Болгарією, зокрема в секторі вина та зернових.
З точки зору оподаткування, прогрес був відзначений щодо ПДВ, але, навпаки, не було відзначено прогресу щодо акцизного збору та прямого оподаткування. Адміністрація пройшла первинну модернізацію і в ній набув чинності новий Податковий кодекс у січні 2000 року.

##### Еволюція переговорів у 2001 році
Опубліковано другий підсумковий звіт Комісії 13 листопада 2001 року. У цьому звіті зазначається, що з точки зору енергетики, протягом минулого року повільна реструктуризація сектору. Що стосується ядерної безпеки, то закриття підрозділів, запланованих у попередніх звітах, продовжувалося. У сфері освіти відзначений прогрес завдяки участі Болгарії в другому поколінні програм «Леонардо», «Сократ» та «Молодь».
У галузі рибальства відзначено прогрес із прийняттям закону про рибальство та аквакультуру. З точки зору адміністративної спроможности, було зроблено посилення щодо управління, перевірки та контролю ресурсів. Так само створювався реєстр рибальського флоту.
Що стосується податкових питань, у звіті немає прогресу в прямому оподаткуванні та адміністративному співробітництві, однак болгарська податкова адміністрація створила підрозділ по боротьбі з шахрайством.

##### Прогрес, досягнутий у 2002 році
Опубліковано третій підсумковий звіт 9 жовтня 2002 року. Як і звіт листопада 2001 року, звіт 2002 року не виявив прогресу в області ЄВС. І навпаки, у сфері вільного руху товарів відзначено значний прогрес. Те ж саме стосується контролю за державною допомогою та антимонопольного законодавства. У звіті також зазначається, що розділи про освіту та навчання та захист прав споживачів тимчасово закриті.

##### Зміна спостерігається в 2003 році
Комісія опублікувала 5 листопада 2003 року, свій четвертий підсумковий звіт. Зокрема, було відзначено прогрес у acquis:
- щодо сільськогосподарської політики, зокрема розвитку сільських територій, а також ветеринарного та фітосанітарного секторів;[40]
- про вільне переміщення товарів і митниці;[41]
- в аудіовізуальних питаннях, де у звіті відзначається прогрес, досягнутий щороку з 1999 року в цій галузі;[42]
- у сфері телекомунікацій, де висувається розумний ступінь узгодження з acquis;[43]
- щодо переміщення людей та політики надання притулку, хоча у звіті рекомендовано продовжувати зусилля у боротьбі з організованою злочинністю, наркобізнесом та нелегальною імміграцією.[44]

Що стосується оподаткування, у звіті зазначено, що розділ тимчасово закритий. Проте Болгарії довелося продовжувати свої зусилля у сфері прямого оподаткування. Болгарії було надано перехідний режим, який закінчувався на 31 грудня 2009 року щодо рівнів мінімального акцизного збору на сигарети. Аналогічно, були введені спеціальні режими, які дозволили Болгарії продовжувати надавати звільнення від ПДВ у міжнародних пасажирських перевезеннях, з одного боку, і застосовувати знижену ставку акцизного збору на ракію (але лише стосовно особистого споживання з кількісними обмеженнями на рік і на домогосподарство) з іншого боку.
З іншого боку, незначний прогрес спостерігався у частині захисту прав споживачів (у звіті підкреслюється «значні зусилля зробити з цього приводу).

##### Звіт за 2004 рік
Опубліковано п’яту остаточну доповідь Комісії 6 жовтня 2004 року після закриття переговорів, які відбулися 15 червня 2004 року.
Стосовно ЄВС, Комісія відзначила значний прогрес, оскільки Болгарія поступово приєдналася до acquis. Також спостерігався прогрес:
- в частині аграрної політики, зокрема через впровадження Європейського фонду сільськогосподарських орієнтирів та гарантій та розвиток спільних ринкових організацій.[50]
- у сфері конкуренції політика Болгарії відповідала acquis. Однак у звіті наголошується, що країна повинна продовжувати моніторинг розвитку acquis.[51]
- у сфері автомобільного, залізничного, повітряного та морського транспорту. Однак у звіті наголошується, що Болгарія повинна продовжувати досягати прогресу в галузі річкового судноплавства.[52]
- в екологічних питаннях, хоча звіт закликав Болгарію продовжувати свої зусилля щодо якості води та поводження з небезпечними відходами.[53]
- Щодо розділу про юстицію та внутрішні справи, у звіті зазначалося, що він також був тимчасово закритий.[54]

Болгарії слід було продовжувати зусилля у сфері прямого оподаткування, де, на відміну від непрямого, прогресу не спостерігається. Аналогічно, з точки зору трудового законодавства та боротьби з дискримінацією, у доповіді Болгарію просить досягти прогресу у «ефективному впровадженню acquis».

### 2005 рік: договір про приєднання
Переговори завершилися 15 червня 2004 року, майже два з половиною роки минуло до офіційного прийняття Болгарії до Союзу протягом цього часу Комісія продовжувала стежити за прогресом країни. У 2005 році Європейський парламент підтвердив свою підтримку членства Болгарії. Договір про приєднання було підписано 25 квітня 2005 року в абатстві Ноймюнстер у Люксембурзі. Він був ратифікований парламентом 11 травня.

### З кінця 2005-2007 роки

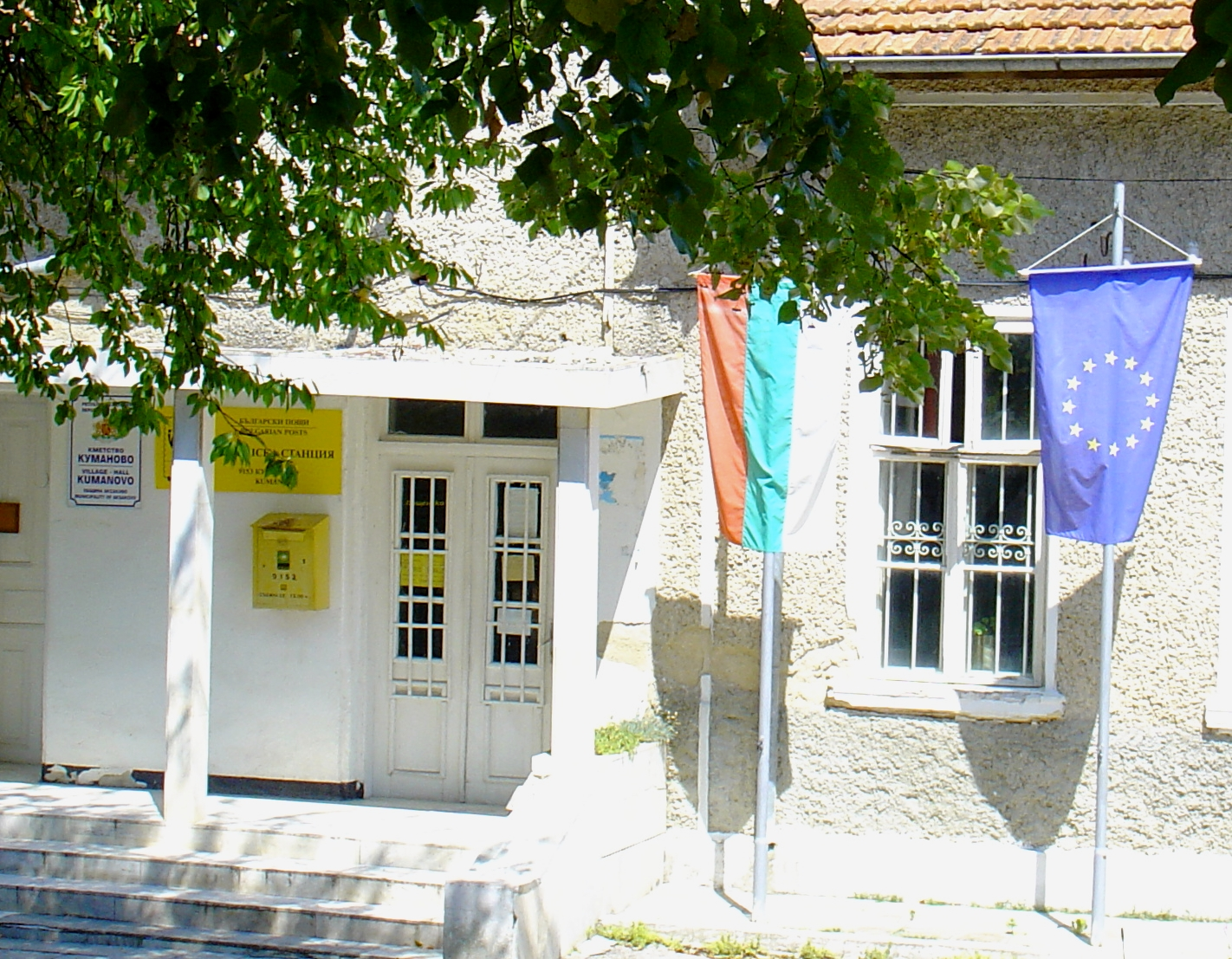
Фасад сільської ратуші.

Подальший звіт комісії у жовтні 2005 року підняв питання, пов’язані з корупцією та необхідною реформою судової системи, та закликав до негайних дій для їх виправлення.
16 травня 2006 року, новий моніторинговий звіт Комісії підтвердив, що Болгарія відповідає Копенгагенським критеріям і що ринкова економіка країни є життєздатною. Однак у звіті підкреслюється, що ряд сфер політики було визнано "дуже тривожним" і тому реформи та досягнуті успіхи необхідно було переглянути, щоб вирішити, продовжувати чи ні переговори щодо членства.
Зрештою Комісія дала добро на вступ, і країна увійшла до Союзу в заплановану дату 1 січня 2007 року. Тим не менш, у разі серйозних порушень укладених угод планувалось, що ступ міг бути перенесений на 1 січня 2008 року.

### Хронологія
| Дата           | Подія                                                                                                |
| -------------- | --- |
| 1988           | Перші дипломатичні відносини між Народною Республікою Болгарія та Європейським співтовариством.      |
| 12 липня 1991  | Прийняття нової Конституції Болгарії.                                                                |
| 1993 рік       | Болгарія підписала угоду про асоціацію з ЄС.                                                         |
| 14 грудня 1995 | Офіційна болгарська заявка.                                                                          |
| Листопад 1998  | Перший звіт комісії.                                                                                 |
| 1999 рік       | Другий звіт Комісії з рекомендацією розпочати офіційні переговори.                                   |
| 15 лютого 2000 | Офіційне відкриття переговорів.                                                                      |
| 15 червня 2004 | Завершення переговорів.                                                                              |
| Квітень 2005   | Європейський парламент підтверджує свою підтримку приєднання до ЄС 1 січня 2007 року.                |
| 25 квітня 2005 | Підписання договору про приєднання з Румунією в Люксембурзі.                                         |
| 11 травня 2005 | Ратифікація Парламентом Договору про приєднання.                                                     |
| Жовтень 2005   | У моніторинговому звіті Комісії піднімаються питання корупції та необхідної реформи судової системи. |
| 16 травня 2006 | Звіт Комісії підтверджує, що Болгарія відповідає Копенгагенським критеріям.                          |
| 1 січня 2007   | Болгарія входить до Європейського Союзу.                                                             |

## Деталі переговорного процесу
Країна входить до Гельсінської групи, тому переговори розпочалися 15 лютого 2000 року і остаточно завершені в грудні 2004 року для двох країн розширення 2007 року.

## Перешкоди

### Сільське господарство
Сільськогосподарські угіддя Болгарії становила в 2000 році понад п'ять мільйонів гектарів. Основні культури — пшениця та кукурудза. Однак більша частина (94 %) фермерських господарств є сімейними фермами, площа яких не перевищує одного гектара.
У інформаційній доповіді Національної асамблеї від 2001 року Франсуа Лонкле висловлює занепокоєння щодо спроможності болгарського сільськогосподарського сектору самостійно реформуватися, щоб перейти від комунізму до застосування стандартів громад. Адріана Точева-Сукова, тодішній заступник міністра сільського господарства, у відповідь висловила труднощі із застосуванням політики повернення землі, народженої законом 1999 року, колишнім власникам або їхнім нащадкам.
Крім того, харчова промисловість була змушена адаптуватися до європейських стандартів безпеки харчових продуктів.

### Ядерна енергетика та навколишнє середовище
Серед питань, які обговорювалися — графік закриття реакторів Козлодуйської АЕС, яка тоді виробляла 40 % болгарської електроенергії. Імперативи безпеки передбачали поступове закриття чотирьох із шести реакторів радянського проєкту, які європейці вважали небезпечними. З іншого боку, імператив безпеки також виникає щодо зберігання та переробки відходів заводу.
Болгарія також зіткнулася з проблемами з водою, оскільки ресурси зменшилися на 30 % через кілька років і що, в той же час, ветхий стан труб призводить до додаткових втрат у мережі.

### Корупція
ЄС вимагала від Болгарії вирішити свої проблеми з корупцією до 2007 року, року, запланованого на її вступ. Серед тих, хто скористався цим, є, зокрема, високопоставлені чиновники, а також, за словами колишнього директора митниці Еміля Димитрова, гуманітарні та релігійні організації, які користуються своїм статусом, щоб продавати за конкурентними цінами продукцію, яка має бути гуманітарною допомогою.
Брюссель також вимагав реформування судової системи, яку називають корумпованою та неефективною (у корупції звинувачували голову Касаційного суду Івана Григорова). Комісар з питань розширення Оллі Рен закликав до більших зусиль у реформуванні судової системи, боротьбі з корупцією та організованою злочинністю. До цих зусиль раніше закликав попередній комісар з питань розширення Ґюнтер Фергойґен.

### Торгівля людьми
Болгарія є країною, яка є центром торгівлі людьми, незважаючи на зусилля, докладені щодо професіоналізації агентів, розміщених на кордонах, а також спільну візову політику.

### Меншини
Серед проблем, які постали перед Болгарією під час її вступу, є проблеми меншин. Двома найважливішими в Болгарії є турки (з 10 % населення) та ромів, осілих кочівників, що становлять 4,5 % населення.
Хоча була сформована коаліція між Національним рухом Симеона ІІ та Рухом за права і свободи, що посилило відчуття інтеграції турецької меншини, представленої останнім рухом, ромська меншина залишалася ізольованою з рівнем безробіття майже 50 %.

## Громадська думка
У 2004 році членство в Європейському Союзі набрало 75,6 % схвальних думок серед болгарського населення.